# Salvador Elá Nseng
Salvador Elá Nseng – wojskowy, dyplomata i polityk z Gwinei Równikowej.
Urodził się w Añisoc. Należy do grupy etnicznej Bubi.
Studiował w akademii wojskowej w Saragossie (1963-1965). Wśród jego studenckich towarzyszy znaleźli się przyszli prominentni politycy gwinejscy, tacy jak Eulogio Oyó i Teodoro Obiang Nguema Mbasogo. Placówkę opuścił w stopniu kapitana.
Odegrał kluczową rolę w stłumieniu próby zamachu stanu z początku marca 1969. W kolejnych latach pełnił funkcję gubernatora Rio Muni. Pracował również w więzieniu w Bacie, odpowiadał tam za nadzorowanie egzekucji więźniów politycznych.
Popadł w niełaskę po nieudanym zamachu stanu z 1976, został wtrącony do więzienia Playa Negra w Malabo. Był jednym z kluczowych uczestników zamachu stanu z początku sierpnia 1979, który obalił prezydenta Macíasa Nguemę. Dowodził siłami zamachowców w Malabo. W nowym rządzie odgrywał jedną z kluczowych ról, zaraz po Nguemie Mbasogo. Pełnił funkcję drugiego wiceprzewodniczącego Najwyższej Rady Wojskowej, odpowiadał również za resortu finansów i handlu. W tym charakterze negocjował pierwsze umowy o współpracy z Francją i Hiszpanią, podpisane pod koniec 1979. W tym samym roku przejął kierownictwo gwinejskiego banku centralnego.
W lutym 1980 zdymisjonowany, otrzymał stanowisko ambasadora Gwinei Równikowej w Chinach. Pełnił je do 1986. Został następnie przesunięty na analogiczne stanowisko w Etiopii.
W 2013 został wybrany do senatu, jako reprezentant rządzącej Partii Demokratycznej. Mandat wykonywał do 2018.
Jest znany z bliskich relacji z prezydentem Teodoro Obiangem Nguemą Mbasogo. Odznaczony Orderem Izabeli Katolickiej.